# Jorge Ghiso
Jorge Luis Ghiso Granziera (Buenos Aires, 21 de junio de 1951), también conocido como Vitrola, es un exfutbolista y exentrenador argentino.

## Trayectoria
Jorge Ghiso debutó a los 19 años en la Primera División de Argentina el 16 de agosto de 1970, vistiendo la camiseta de River Plate. Jugaba de puntero izquierdo siendo suplente de Oscar Más, hasta que este fue transferido al Real Madrid y Ghiso quedó como titular. En 1975 fue trasladado al Atlético Tucumán, llegó a jugar algunos partidos en el equipo de River, que alcanzó el título de campeón del fútbol argentino de esa temporada tras 18 años de sequía.
En 1976 Jorge Ghiso tuvo un paso en la Universidad de Chile, donde logró destacarse como la figura del equipo. En su primer año ganó un trofeo a nivel sudamericano: la Copa Sudamericana de Clubes Universitarios, derrotando a su rival deportivo, Universidad Católica, con un contundente 6−1, partido en el que marcó dos goles completando el marcador Arturo Salah (2); Manuel Pellegrini y Barrera. Años después, tuvo un paso por el fútbol de México, Colombia y España, además de breves regresos al de Argentina. Ghiso terminó su carrera como profesional en Chile jugando para Everton, donde actuó entre 1984 y 1985.
Tuvo un rol muy destacado como entrenador de las inferiores y la reserva de River, cuyo equipo fue llamado "La Vitroleta", iniciando la costumbre de llamar de esa manera a equipos que practicaban buen juego (como la "scaloneta", la "gagoneta", etc.
Su carrera como entrenador se inició en 1988 y se desarrolló principalmente en clubes del ascenso, destacando su trabajo al frente de Atlanta, Instituto y Ferro Carril Oeste. En 2009 asumió el puesto de director técnico en Quilmes, al que consiguió ascender a la primera división para posteriormente a su cargo. Al año siguiente, Independiente Rivadavia de Mendoza lo contrató para hacerse cargo del equipo. Luego se desvinculó de dicho club y el 27 de septiembre arregló su llegada como Director Técnico a Atlanta para dirigirlo por tercera vez. Los malos resultados del equipo, durante la temporada de la Primera B Nacional, llevaron a Jorge Ghiso a renunciar a su cargo el 21 de febrero de 2012.
El 5 de junio de 2013, Ghiso fue anunciado como nuevo entrenador de Audax Italiano de Chile por una temporada. "Lleva dirigiendo veinte años en el competitivo mercado argentino y ha contribuido en la formación de enormes talentos de ese país", dijo el director deportivo del cuadro itálico, Óscar Meneses. Ese mismo año fue despedido por no cumplir con las expectativas.
El 31 de marzo de 2014, firmó contrato con Talleres, equipo que venía con una importante racha de resultados adversos y que Ghiso no pudo revertir, lo que, luego de dos fechas en este torneo, finalmente llevó a Talleres a descender a la tercera división del fútbol argentino.

## Clubes

### Como futbolista
| Club                    | País      | Año       |
| ----------------------- | --------- | --------- |
| River Plate             | Argentina | 1970-1975 |
| Atlético Tucumán        | Argentina | 1975      |
| Universidad de Chile    | Chile     | 1976-1978 |
| Estudiantes de La Plata | Argentina | 1979      |
| Estudiantes Tecos       | México    | 1979-1980 |
| Atlético Tucumán        | Argentina | 1980      |
| Unión Magdalena         | Colombia  | 1981      |
| Rayo Vallecano          | España    | 1982-1983 |
| Unión Magdalena         | Colombia  | 1983      |
| Everton                 | Chile     | 1984-1985 |

### Como entrenador
| Club                    | País      | Año       |
| ----------------------- | --------- | --------- |
| Deportivo Laferrere     | Argentina | 1988-1989 |
| Atlanta                 | Argentina | 1992-1995 |
| Instituto               | Argentina | 1996      |
| Atlético Tucumán        | Argentina | 1996      |
| Atlanta                 | Argentina | 1997      |
| Atlético de Rafaela     | Argentina | 1997-1998 |
| Español                 | Argentina | 1998-1999 |
| Cipolletti              | Argentina | 1999      |
| Atlético de Rafaela     | Argentina | 2001-2002 |
| Atlético de Rafaela     | Argentina | 2006-2007 |
| Instituto               | Argentina | 2007-2009 |
| Ferro Carril Oeste      | Argentina | 2009      |
| Quilmes                 | Argentina | 2010      |
| Independiente Rivadavia | Argentina | 2011      |
| Atlanta                 | Argentina | 2011-2012 |
| Audax Italiano          | Chile     | 2013      |
| Talleres                | Argentina | 2014      |

## Palmarés

### Como jugador
| Título                   | Club                    | País      | Año  |
| ------------------------ | ----------------------- | --------- | ---- |
| Campeonato Metropolitano | River Plate             | Argentina | 1975 |
| Copa Chile               | Everton de Viña del Mar | Chile     | 1984 |

### Títulos internacionales
| Título                                     | Club                 | País  | Año  |
| ------------------------------------------ | -------------------- | ----- | ---- |
| Copa Sudamericana de Clubes Universitarios | Universidad de Chile | Chile | 1976 |